# Raymond Evershed, 1. Baron Evershed
Francis Raymond Evershed, 1. Baron Evershed PC KC (* 8. August 1899; † 3. Oktober 1966) war ein britischer Jurist, der als Erb-Peer (Hereditary Peer) und zuletzt als Lord of Appeal in Ordinary auch Mitglied des House of Lords war. Zwischen 1949 und 1962 bekleidete er als Master of the Rolls eines der herausragendsten Richterämter Großbritanniens.

## Leben

### Familie, Erster Weltkrieg und Rechtsanwalt
Evershed war Sohn des Cricketspielers und Brauereibesitzers Frank Evershed sowie Enkel des Brauereieigentümers Sidney Evershed, der für die Liberal Party zwischen 1886 und 1900 den Wahlkreis Burton als Abgeordneter im House of Commons vertrat. Auch Raymond Eversheds Onkel Sir Sydney Herbert Evershed, Wallis Evershed und Edward Evershed waren bekannte Cricketspieler, die für Derbyshire in den 1880er und 1890er Jahren spielten.
Francis Evershed selbst leistete nach Besuch des Clifton College zum Ende des Ersten Weltkrieges seinen Militärdienst bei den Royal Engineers und wurde dort zuletzt zum Unterleutnant befördert. Nach Kriegsende absolvierte er ein Studium der Rechtswissenschaften an der University of Oxford und erhielt nach dessen Abschluss 1923 seine anwaltliche Zulassung bei der Rechtsanwaltskammer (Inns of Court) von Lincoln’s Inn. Danach nahm er eine Tätigkeit als Barrister auf und wurde für seine anwaltlichen Verdienste 1933 zum Kronanwalt (King’s Counsel) ernannt sowie 1938 sogenannter „Bencher“ der Anwaltskammer von Lincoln’s Inn.

### Master of the Rolls, Oberhausmitglied und Lordrichter
1944 wurde Evershed Richter an dem für England und Wales zuständigen High Court of Justice und bekleidete dieses Richteramt bis 1947. Zugleich wurde er 1944 zum Knight Bachelor geschlagen und führte seither den Namenszusatz „Sir“. Nach Beendigung dieser Richtertätigkeit erfolgte 1947 seine Berufung zum Richter (Lord Justice of Appeal) am Court of Appeal, dem für England und Wales zuständigen Appellationsgericht. Damit verbunden war auch seine Ernennung zum Privy Councillor.
Nach zweijähriger Tätigkeit als Lord Justice of Appeal wurde er 1949 Nachfolger von Wilfred Greene, 1. Baron Greene als Master of the Rolls, und damit Vorsitzender des Zivilsenats des Court of Appeal. Diese wichtige Richterfunktion bekleidete er dreizehn Jahre lang bis zu seiner Ablösung durch Alfred Denning 1962. Während dieser Zeit wurde Evershed, der 1950 auch britischer Vertreter im Ständigen Schiedshof in Den Haag war, durch ein Letters Patent vom 20. Januar 1956 als Baron Evershed, of Stapenhill in the County of Derby, in den erblichen Adelsstand (Hereditary Peerage) berufen und gehörte damit als Mitglied dem House of Lords an. Ebenfalls 1956 wurde er in die American Academy of Arts and Sciences gewählt.
Am 19. April 1962 wurde Baron Evershed Lordrichter (Lord of Appeal in Ordinary) und bekleidete dieses Amt bis zu seinem Eintritt in den Ruhestand am 11. Januar 1965.
Nach seinem Tod erlosch der Titel des Baron Evershed, da er ohne männliche Nachkommen starb.